# 錢柏渝
錢柏渝（Kelly Chien，1983年6月5日—）（祖父有葡萄牙和哈薩克血統），前藝名柏妍安。

## 生平
16歲開始當平面MODEL，2001年於電視劇流星花園飾演美佳正式出道，同年於奧黛莉素體美人CF中表現亮眼引起廣大討論，2010台灣電視劇《新兵日記》裡演出田欣一角，2011華視偶像劇拜金女王演出Maranda一角，2012於公視偶像劇《你是春風我是雨》飾演莫麗一角。而粉絲稱【渝迷】【渝兒】

## 感情生活
- 2004年 因介入好友徐子婷與其男友的感情關係成為第三者，造成徐子婷心情不佳，跳樓身亡。
- 2006年 與丁春誠短暫交往一個月。
- 2006年 與王泉仁交往，更一起至英國唸書，但傳出因王泉仁的父親王文洋不滿錢柏渝的高中學歷，因此開出條件「起碼要國立大學畢業」，讓這段感情最後無疾而終。
- 2015年 與陳偉成交往[1]，隔年因個性與距離而分手[2]。

## 演出作品

### 電視劇
| 年份   | 播出頻道               | 劇名                 | 角色       |
| ------ | ---------------------- | -------------------- | ---------- |
| 2001年 | 華視                   | 流星花園             | 美佳       |
| 2001年 | 華視                   | 麻辣鮮師第二代       | 辛蒂(客串) |
| 2002年 | 華視                   | 麻辣鮮師第三代       | 凱莉(客串) |
| 2005年 | 中國                   | 八大豪俠             | 小小       |
| 2005年 | 東森戲劇台             | 乒乓                 |            |
| 2005年 | 台視                   | 風中戰士             | 李筑       |
| 2005年 | 中國                   | 大漢天子3            | 鉤弋夫人   |
| 2007年 | 央視                   | 陸小鳳傳奇之劍神一笑 | 宮素素     |
| 2010年 | 民視                   | 新兵日記             | 田欣       |
| 2011年 | 華視                   | 拜金女王             | Miranda    |
| 2012年 | 八大戲劇台、公視       | 你是春風我是雨       | 莫麗       |
| 2012年 | 三立都會台、東森綜合台 | 愛情女僕             | 歐保羅女友 |
| 2013年 | 大愛                   | 菊島醫師情           | 小瑤       |
| 2013年 | 三立都會台、台視       | 真愛黑白配           | 佩妮       |
| 2014年 | 三立台灣台             | 熱海戀歌             | 小雀       |

### 電影
- 2013年 追魂七殺飾 鄭孟穎
- 2015年 前程似金飾 女吧台O記
- 2017年 飆風老爹
- 2017年 以愛為名飾 袁小匯

### 音樂錄影帶
- 2004年：周杰倫《園遊會》
- Energy-拉面song (拉麵道)
- 潘玮柏–Just when I need you most
- 杨家成–共同体
- 陈伟联-永远的朋友
- 陈伟联-分手的情书

### 廣  告
- 雅淘寶心洗髮精CF（中國）
- 夏士蓮洗髮精CF（香港）
- LG手機CF
- 伯朗咖啡卡布奇諾CF
- MOTO V66手機CF
- Pizza Hut - 吵架篇CF
- 奧黛莉素體美人CF
- 2011年搓麻將遊戲代言人
- 维力炸酱面-美女篇CF
- One2Free “碰碰车篇”平面广告+CF (香港电讯)
- One2Free “追逐篇”平面广告+CF (香港电讯)
- 小林眼镜CF
- 飘柔洗发精 CF （中國）

## 外部連結
- 錢柏渝的新浪微博
- 錢柏渝的Facebook專頁
- 錢柏渝在香港影庫上的簡介